# Ройтер, Михаил Григорьевич
Михаил Григорьевич (Гирш-Лейбович) Ройтер (1916, Винница, Подольская губерния, Российская империя — 1993, Москва, Российская Федерация) — российский художник-график, иллюстратор книги.

## Биография
Родился в Виннице в 1916 году в еврейской семье. Учился на рабфаке Киевского художественного института, в 1937 году поступил в Центральную студию изобразительных искусств ВЦСПС, где среди его преподавателей были Константин Юон, Николай Ромадин и Аминадав Каневский. Способности студента были замечены, по рекомендации И. Грабаря — директора Московского художественного института — в 1939 году Михаил Ройтер был зачислен на 3-й курс графического факультета Московского художественного института. Дипломной работой — иллюстрациями к роману Ф. М. Достоевского «Униженные и оскорблённые» — в 1946 году завершилось образование художника. В том же году он был принят в Союз художников СССР, а в 1947 году стал участником выставки на I Всемирном фестивале демократической молодёжи и студентов в Праге и был удостоен почётного диплома за представленные иллюстрации.
Первым заказом М. Ройтера стали иллюстрации к роману Ф. Достоевского «Подросток». И в дальнейшем творческая жизнь Ройтера была связана с произведениями Достоевского: он иллюстрировал также такие произведения писателя, как «Неточка Незванова», «Кроткая», «Братья Карамазовы», «Бесы». Многие рисунки и акварели художника связаны с жизнью писателя и героев его произведений.
С конца 1950-х он путешествовал по стране как специальный корреспондент газет «Правда», «Комсомольская правда», «Литературная газета» и журналов «Огонёк» и «Юность». История поездок отразилась в сериях его работ: о Братске и Красноярской ГЭС, промышленном Урале, месторождениях нефти в Баку, АЗЛК в Москве. Он работал на Дальнем Востоке и Камчатке, на Памире, в Мурманске, на Украине.
Одной из любимых тем современной жизни для М. Ройтера являлся спорт. Он участвовал во всех специализированных Всесоюзных выставках, посвящённых спорту. Спортсменам и вообще советской молодёжи посвящены многие его жанровые работы 1950-х и 1960-х.
Ройтер пробовал себя в различных графических техниках. Он рисовал пером, работал в технике монотипии, линогравюры и литографии, достигнув особенных успехов в офорте. С конца 1970-х М. Ройтер сконцентрировался на технике акварели, увековечив меняющиеся лица Москвы, Ленинграда, ряда провинциальных городов. Он писал широкие импрессионистические городские пейзажи, изображая исчезающую Москву и новый образ города.
Похоронен на Хованском кладбище Москвы.

## Семья
Брат Л. Г.-Л. Ройтер (1910—1994) — советский художник-график.

## Выставки
- 1947 Выставка молодых советских художников на I Всемирном фестивале демократической молодежи и студентов. Прага
- 1948 Выставка дипломных работ выпускников МГХИ имени В. И. Сурикова АХ СССР. Москва
- 1949 Третья выставка книги и графики Гослитиздата
- 1952 Третья выставка художников книги. Москва
- 1954 Выставка молодых московских художников. Москва
- 1955 Выставка произведений художников РСФСР. Москва
- «50 лет первой русской революции». Москва
- 1956 «Живопись и графика московских художников»
- 1957 Всесоюзная выставка, посвященная 40-летию Октябрьской революции «Москва социалистическая»
- Первая выставка эстампа московских художников
- 1958 Всесоюзная выставка «40 лет ВЛКСМ». Москва
- «40 лет Советских Вооруженных Сил». Москва
- «Московский эстамп сегодня». Москва
- 1959 «Девять выставок в Москве», Москва
- 1960 Выставка произведений московских художников
- 1961 Выставка произведений художников-маринистов РСФСР. Калининград
- Персональная выставка, Москва
- 1963 Спорт в изобразительном искусстве. Москва
- Выставка, посвященная Военно-Морскому Флоту
- 1964 «Москва — столица нашей родины». Москва
- «Москва социалистическая»
- 1965 I всесоюзная выставка акварели. Москва
- 1966 Персональная выставка. Москва
- Осеняя выставка московских художников
- 1967 «Художники Москвы — 50-летию Октября». Москва
- 1968 Всесоюзная выставка к 50-летию ВЛКСМ.
- 1969 II всесоюзная выставка акварели. Москва
- Персональная выставка. Москва
- 1970 Выставка московских художников, посвященная 100-летию со дня рождения В. И. Ленина. Москва
- 1971 Всесоюзная выставка «Культура и спорт в изобразительном искусстве». Москва
- Персональная выставка произведений, посвященная 150-летию со дня рождения Ф. М. Достоевского
- 1972 III всесоюзная выставка акварели
- 1973 Всесоюзная выставка «На страже Родины». Москва
- Всесоюзная выставка «50 лет гражданской авиации СССР». Москва
- «Художники РСФСР к 70-летию II съезда РСДРП».
- 1974 I всероссийская выставка эстампа. Уфа, Ленинград
- 1975 IV всесоюзная выставка акварели. Минск, Орел
- Всесоюзная выставка «30 лет победы Советского Союза в Великой Отечественной войне. 1945—1975».
- V республиканская выставка «Советская Россия».
- Групповая выставка, посвященная 105-й годовщине со дня рождения В. И. Ленина. Москва
- 1976 Всесоюзная выставка «Слава труду». Москва
- «Московские художники — XXV съезду КПСС»
- 1977 Всесоюзная выставка «По ленинскому пути», посвященная 60-летию Октябрьской революции. Москва
- Республиканская выставка произведений художников РСФСР «60 лет Великого Октября». Москва
- Выставка произведений искусства, выдвинутых на соискание Государственной премии СССР. Москва
- 1978 Всесоюзная выставка «60 героических лет»(К 60-летию Вооруженных Сил СССР)
- V всесоюзная выставка акварели. Москва
- II всероссийская выставка «Рисунок и акварель»
- 1979 Выставка эстампа московских и пекинских художников «Москва — Пекин». Москва
- Выставка произведений художников — членов правления и актива ЦДРИ. Москва
- 1980 Всесоюзная выставка «Спорт — посол мира». Москва
- Зональная выставка произведений московских художников, посвященная XXVI съезду КПСС. Москва
- 1981 VI всесоюзная выставка акварели. Москва
- 1982 «Спорт в изобразительном искусстве». Москва
- 1983 III всероссийская выставка «Рисунок и акварель»
- Спорт в изобразительном искусстве. Москва
- Персональная выставка «Ф. М. Достоевский в акварелях и иллюстрациях М. Ройтера». Новгород
- 1984 II всесоюзная выставка рисунка
- Седьмая всесоюзная выставка акварели. Москва
- 1985 Седьмая всесоюзная выставка «Советская Россия»
- «Выставка московских художников», Москва
- 1986 «Станковая графика московских художников»
- «25 лет военно-шефской комиссии МОСХ РСФСР»
- 1987 Восьмая всесоюзная выставка акварели, Москва
- 1 всесоюзная выставка станковой графики, Москва
- 1988 Персональная выставка. Москва
- 1990 Вторая всероссийская выставка станковой графики
- 1991 «Рисунок-91» — всесоюзная выставка рисунка, Москва
- 2004 Клуб спортивных журналистов, Москва
- 2006 Персональная выставка. Москва
- 2007 Chambers Gallery, Лондон
- 2008 Персональная выставка. Москва